# Lantmannagatan

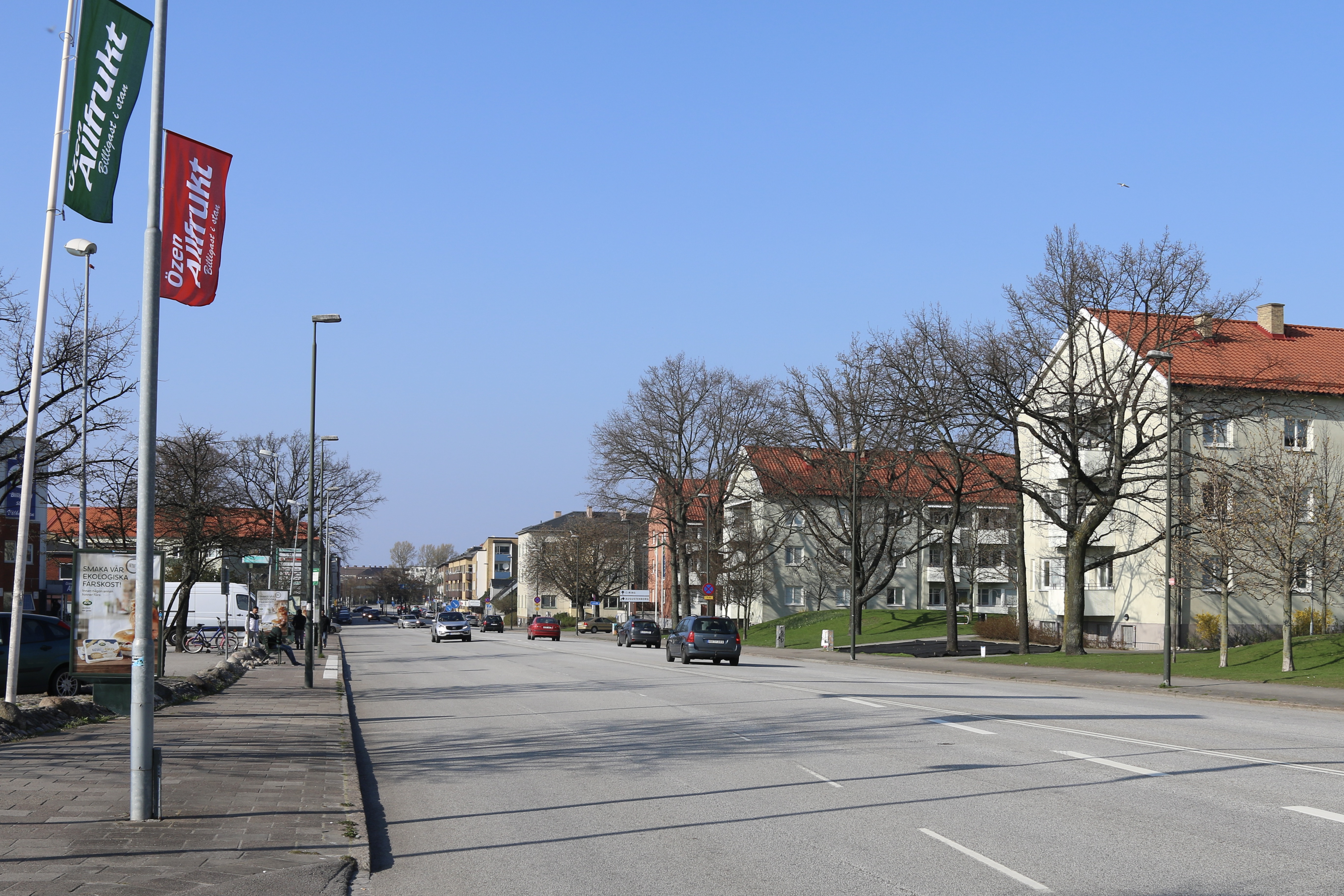
Lantmannagatan norrut från Ystadvägen. Bostadsområdet på högra sidan är Augustenborg. Närmast på vänstra sidan ligger före detta Pripps bryggeri, numera bland annat butikslokaler och Bryggeriets gymnasium.

Lantmannagatan är en större gata i Malmö som sträcker sig från Amiralsgatan vid Nobeltorget till Ystadvägen, där den även ansluter till Munkhättegatan. Den korsar bland annat Ystadsgatan och Lönngatan.
Gatan låg ursprungligen inom Sofielunds municipalsamhälle och hette då Linnégatan. I samband med inkorporeringen till Malmö stad 1911 erhöll gatan namnet Landtmannagatan, en stavning som senare moderniserades. Den nordligaste delen, vid Nobeltorget, räknades som en del av nämnda torg till 1987. På Lantmannagatan ligger den modernistiska Sankt Matteus kyrka, ritad av professor Sten Samuelson och uppförd 1983. Malmöbageriet Pågen bakar sitt bröd och har kontor på gatan.